# Donji Vrbljani
Donji Vrbljani är ett samhälle i Bosnien och Hercegovina.   Det ligger i entiteten Republika Srpska, i den västra delen av landet, 130 km väster om huvudstaden Sarajevo. Donji Vrbljani ligger 514 meter över havet och antalet invånare är 441.
Terrängen runt Donji Vrbljani är varierad. Donji Vrbljani ligger nere i en dal. Närmaste större samhälle är Podbrdo, 17,8 km nordost om Donji Vrbljani. 
I omgivningarna runt Donji Vrbljani växer i huvudsak lövfällande lövskog. Runt Donji Vrbljani är det ganska tätbefolkat, med 67 invånare per kvadratkilometer.